# Natten før Christians Fødselsdag
Natten før Christians Fødselsdag er en dansk stum dramafilm produceret af Nordisk Films Kompagni og instrueret af Viggo Larsen.
Filmen blev distribueret i tysktalende lande som Die Nacht vor Christians Geburtstag.

## Handling
Lige inden sengetid overhører Christian en samtale mellem sin bedstemor og kræmmeren Blache. Mens Blache stædigt holder fast i, at rigdom er den eneste lykke, mener bedstemoren, at et lyst sind er mere værd end guld. Christian erklærer sig enig med Blache, men om natten – fuld af forventning til sin forestående fødselsdag – drømmer han noget, der får ham til at se ganske anderledes på sagen.

## Medvirkende
- Holger-Madsen
- Agnes Nørlund
- Gustav Lund
- Aage Brandt